# 라이브 (2019년 영화)
《라이브》(영어: Line of Duty)는 2019년 공개된 액션 범죄 스릴러 영화이다.

## 줄거리
프랭크 페니(에런 엑하트)는 자신의 일을 사랑하고 군인처럼 몸매를 유지하는 경찰관이다. 그럼에도 불구하고, 그는 극적인 총격전에서 아이를 죽여 경력이 정체되었다. 이로 인해 그는 교차로에서 교통 법규 위반 및 기타 "사소한 일"을 감시하는 데 많은 시간을 보낸다.
그는 무전으로 동료들이 한 남자를 쫓고 있다는 소식을 듣고, 가까이 있기 때문에 상관의 명령을 어기고 추격한다. 그는 그 남자를 붙잡고, 반복된 경고에도 불구하고 총으로 위협했기 때문에 정당방위로 그를 쏜다.
불행히도, 그 남자는 납치 사건의 주 용의자이자 유일한 단서였고, 이제 인질의 행방을 알아낼 방법이 없어졌다. 설상가상으로, 인질은 그의 전 파트너이자 현재 경찰 부서장인 톰 볼크(잔카를로 에스포지토)의 딸이다. 그는 페니가 실종된 딸의 생명을 위태롭게 한 것에 대해 개인적으로 책임을 묻는다. 그러나 이 고집 센 경찰관은 자신의 실수를 만회하고 싶어 한다. 왜냐하면 그 소녀가 숨겨진 물탱크에서 익사하기까지 64분밖에 남지 않았기 때문이다.
이제부터 페니는 스스로 해결해야 하지만, 야심 찬 젊은 온라인 기자 에이바 브룩스(코트니 이턴)가 뜻밖에 합류한다. 그녀는 일생일대의 기회를 감지하고 카메라로 경찰관을 따라가 라이브 스트림을 방송한다. 페니는 마지못해 도움을 제안하는 젊은 여성과 타협한다.
에이바는 항상 팔로워들을 통해 새로운 정보를 제공할 수 있다. 그러나 시간은 촉박하다. 그들은 협력하여 소녀의 행방을 알아내려고 한다. 그들은 죽은 납치범에게 페니를 실종된 소녀에게로 이끌 수 있는 형제가 있다는 것을 알게 되지만, 그는 단 한 가지, 형제에 대한 복수를 원한다.

## 출연

### 주연
- 아론 에크하트 : 프랭크 베니 역
- 코트니 이튼 : 에이바 브룩스 역

### 조연
- 제시카 루 : 클로버 역
- 디나 메이어 : 루스 카터 역
- 벤자민 맥켄지 : 딘 켈러 역
- 지안카를로 에스포지토 : 볼크 역
- 니콜라 쉬렐리 : 헨드릭스 역
- 벳시 랜딘 : 마야 프린츠 역
- 린지 가렛 : 월터 역
- 메이슨 맥컬리 : 플레치 역
- 게리 피블스 : 버니 역
- 제임스 허치슨 3세 : 맥스 켈러 역
- 일라이저 M. 쿠퍼 : 디브릭쇼 '디' 마틴 역
- 니셸 륄리엄스 : 클로디아 역
- 브랜든 모리스 : 무선 지휘관 역